# Чисар, Имре
Имре Чисар (венг. Csiszár Imre; род. в 1938) — венгерский математик, который внёс значительный вклад в развитие теории информации и теории вероятностей.

## Происхождение и обучение
Имре Чисар родился 7 февраля 1938 года в Мишкольце, Венгрия. Он заинтересовался математикой ещё в средней школе. Был вдохновлён своим отцом, который был лесным инженером и был одним из первых, кто использовал математические методы в своей деятельности.
Имре изучал математику в Университете Етвеш Лоренда в Будапешт. Он получил диплом в 1961 году. Затем получил степень доктора философии (PhD) в 1967 году, а ученую степень доктора математических наук в 1977 году.

## Научные исследования
Позже он был под влиянием Альфреда Реньи, который был очень активен в области теории вероятностей. В 1990 году он был избран членом-корреспондентом Венгерской Академии наук, а в 1995 году он стал полноправным членом.
Профессор Имре Чисар работает в Математическом институте Венгерской Академии наук с 1961 года. С 1968 года он возглавляет группу теоретической информации, и сейчас он возглавляет кафедру стохастики.
Он также является профессором математики в Будапештском университете. Он провёл посещение профессорско-преподавательского состава в различных университетах, включая Билефельдский университет в Германии (1981), Мэрилендский университет в Колледж-Парке (несколько раз, последний в 1992 году), Стэнфордский университет (1982), Вирджинский университет (1985—1986 годы) и другие. Он был приглашённым исследователем в токийского университета в 1988 году, и в NTT, Япония, в 1994 году.
Он является научным сотрудником Института инженеров по электротехнике и электронике (ІЕЕЕ), а также членом ряда других научных обществ, включая Общество математической статистики и вероятности Бернулли.

## Семья
Имре Чисар женат и имеет четырёх детей.

## Награды
Он получил несколько академических наград, включая высшую награду Венгерской Академии наук в 1981 году за его монографию «Теория информации».
В 1988 году — приз IEEE Information Theory Society и премию Академии междисциплинарных исследований Венгерской Академии наук в 1989 году.
В 1996 году он стал лауреатом премии Шеннона, в 2013 году получил Международную Добрушинскую премию, а в 2015 году — Медаль Ричарда Хэмминга.

## Публикации
- Information-Type Measures of Difference of Probability Distributions and Indirect Observations (1967)
- I-Divergence Geometry of Probability Distributions and Minimizations Problems (1975)
- Information Theory. Coding Theorems for Discrete Memoryless Systems (Körner Jánossal, Probability and Mathematical Statistics. Academic Press, New York-London, 1981. ISBN 0-12-198450-8)
- Why Least Squares and Maximum Entropy? An Axiomatic Approach to Linear Inverse Problems (1991)
- Lineáris inverz problémák logikailag konzisztens megoldási módszerei (1992)
- Common Randomness Ininformation Theory and Cryptography (1993, 1998)
- Közös véletlen, titkosság, identifikáció (1996)
- Information Theory and Statistics: A Tutorial (Paul Shieldsszel, 2004)